# Apollin Briquet
Pour les articles homonymes, voir Briquet (homonymie).
Marie-Charles-Apollin Briquet, né à Niort le 14 vendémiaire an IX et mort à Levallois-Perret le 17 septembre 1881, est un historien et archiviste français.

## Biographie
Fils de l’historien Hilaire-Alexandre Briquet et de la femme de lettres Fortunée Briquet, Apollin Briquet grandit dans un milieu intellectuel où ses facultés se développèrent rapidement. Ses goûts le portant plus spécialement vers l’étude du passé, il prit une part active au mouvement de rénovation des études historiques inspiré par les Michelet, Augustin Thierry, etc.
Briquet fut un des fondateurs de la Société de Statistique, belles-lettres, sciences et arts du département des Deux-Sèvres. Il fit partie de la Société des Antiquaires de l’Ouest, de 1834 à 1846, époque à laquelle il donna sa démission. Il était, depuis le 25 novembre 1836, archiviste de sa ville natale, charge que, membre du conseil municipal, il remplit gratuitement jusqu’en 1847. Le 30 juillet de cette année, l’Académie des inscriptions et belles-lettres lui décerna, pour la rédaction de son « Inventaire des archives anciennes de la ville de Niort », une des trois médailles d’or destinées à récompenser les meilleurs travaux publiés sur les antiquités nationales dans cette période.
Le 1er décembre 1834, Briquet fut nommé inspecteur des monuments historiques et, le 24 octobre 1836, correspondant du ministère de l’instruction publique pour les travaux historiques. Obligé, par suite de revers de fortune, de quitter sa ville natale, d’abandonner ses consciencieux travaux et ses collections de documents, il se rendit à Paris, où le libraire Techener le plaça à la tète du Bulletin du Bibliophile qu’il venait de fonder avec Charles Nodier. Briquet sut donner à ce genre de publication, d’ordinaire si aride, un intérêt inhabituel par les notes dont il sut l’enrichir.
Chassé de Paris par les événements de 1870, Briquet vint se réfugier, sans discontinuer son activité intellectuelle, dans le pays natal de sa famille, avant de retourner à Levallois-Perret auprès de sa fille et de son gendre.
Outre son Inventaire des Archives de la ville de Niort (4 vol. grand in-8°), travail dont quelques fragments ont été publiés dans les Mémoires de la Société de Statistique des Deux-Sèvres, a encore laissé manuscrite la table des 878 parties en 265 vol. des Mémoires de Trévoux. (Manuel du Libraire, t. 6, p. 1854.) Ce travail dont il avait été chargé par arrêté du ministre de l’Instruction publique, du 1er février 1850 lui valut les palmes académiques le 26 octobre 1877. Il a publié, en outre, dans différents recueils un très grand nombre de notices (Biographie universelle de Firmin Didot, Bulletin du Bibliophile, etc.). puis enfin dans les Archives du Poitou, t. VIII, une curieuse enquête et, dans le t. IX, la Correspondance de Besly, précédé d’une notice sur la famille de ce père de l’histoire du Poitou.

## Source
- Henri Beauchet-Filleau, Charles de Chergé, Paul Beauchet-Filleau, Dictionnaire historique et généalogique des familles du Poitou, Paris, Hachette, 1876, p. 785.